# Gros-Morne (Martynika)
Gros-Morne – miasto na Martynice (departament zamorski Francji). Według danych szacunkowych na rok 2008 liczy 11 163 mieszkańców.